# Xistra jiulianshanensis
Xistra jiulianshanensis är en insektsart som beskrevs av Zheng, Z. och F-m. Shi 2009. Xistra jiulianshanensis ingår i släktet Xistra och familjen torngräshoppor. Inga underarter finns listade i Catalogue of Life.